# Kveldssanger
Kveldssanger (Noors voor "Avondliederen") is het tweede album van de Noorse black metalband Ulver.
Het album is anders dan het vorige werk van de band, Bergtatt, doordat de groep in Kveldssanger het black-metalgenre verlaat voor een totaal akoestische aanpak. De zanger Garm (Kristoffer Rygg) gebruikt alleen koorachtige zang in plaats van de typische, grauwe black metalzang. Desondanks wordt er in verscheidene recensies over het album gesproken over een "black metalgevoel". Voor het album is ook veel aandacht besteed aan de productie.

## Inhoud
1. "Østenfor Sol og Vestenfor Maane" – 3:26
2. "Ord" - 0:17
3. "Høyfjeldsbilde" – 2:15
4. "Nattleite" – 2:12
5. "Kveldssang" – 1:32
6. "Naturmystikk" – 2:56
7. "A Cappella (Sielens Sang)" – 1:26
8. "Hiertets Vee" – 3:55
9. "Kledt i Nattens Farger" – 2:51
10. "Halling" – 2:08
11. "Utreise" – 2:57
12. "Søfu-ør paa Alfers Lund" – 2:38
13. "Ulvsblakk" – 6:56